# Osthimosia rudicula
Osthimosia rudicula is een mosdiertjessoort uit de familie van de Celleporidae. De wetenschappelijke naam van de soort is voor het eerst geldig gepubliceerd in 1992 door Hayward.